# Votum
Dans la religion romaine antique, un votum, pluriel vota, est un vœu ou une promesse faite à une divinité. Le mot vient du participe passé du verbe latin voveo, vovere, « vœu, promesse ». En tant que résultat de cette action verbale, un votum est aussi ce qui accomplit un vœu, c'est-à-dire la chose promise, comme des offrandes, une statue ou même un bâtiment ou un temple. Le votum est donc un aspect de la nature contractuelle de la religion romaine, un marchandage exprimé par do ut des, « je donne ce que tu pourrais donner. »

## Vœu privé

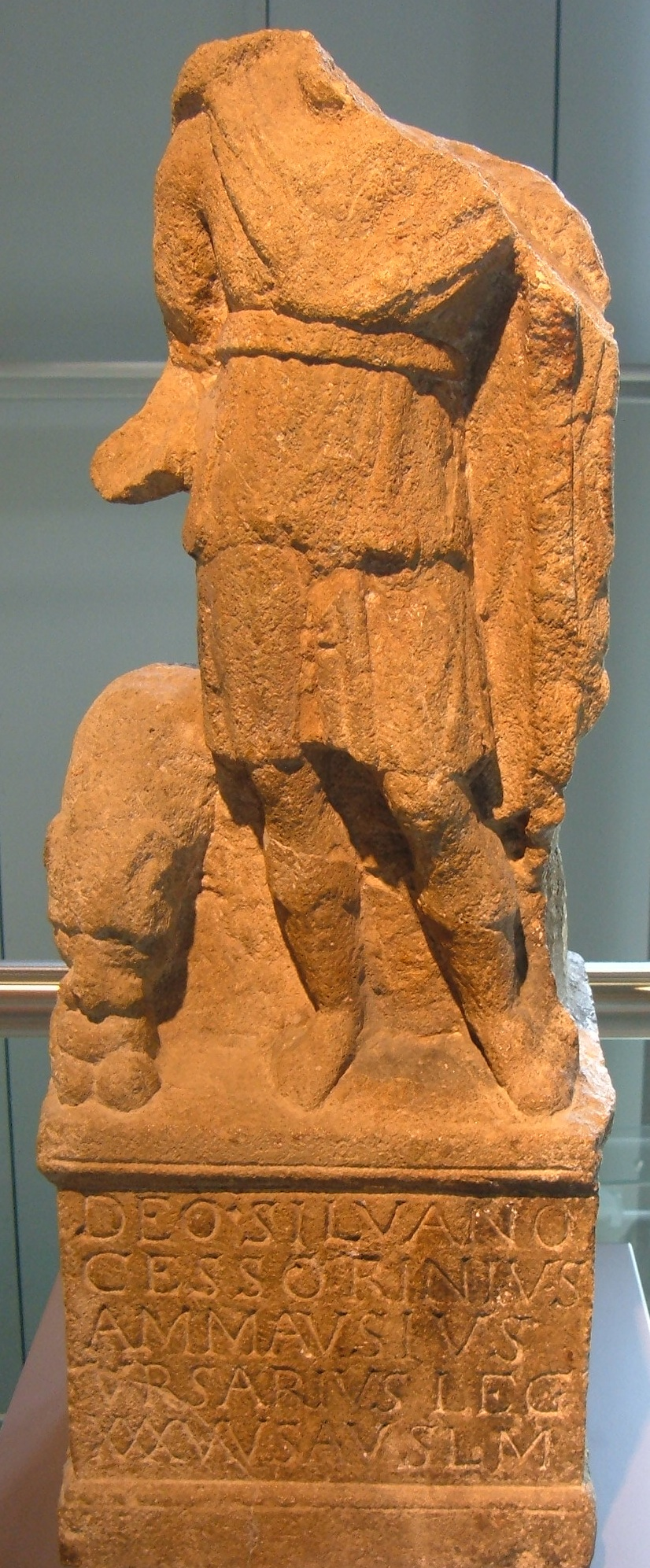
Statue votive pour le dieu Silvain ; l'inscription se termine par l'abréviation VSLM (votum solvit libens merito)

Dans la vie quotidienne, les individus peuvent faire des offrandes votives à une divinité pour des raisons privées. Les vota privata sont attestées en abondance par des inscriptions, en particulier pour la fin de l'ère impériale. Elles sont régulièrement marquées des lettres V.S.L.M., votum solvit libens merito, indiquant que la personne qui fait la dédicace « a accompli son vœu, de bon gré, comme il se doit ». William Warde Fowler a trouvé dans ces offrandes « des expressions de… sentiment religieux » et une gratitude pour les bénédictions reçues qui vont plus loin que le formalisme contractuel.

## Vœu militaire
À l'époque républicaine, le votum faisait partie intégrante des cérémonies organisées au Capitole par un général tenant l'imperium avant de se déployer. Le triomphe avec la consécration du butin et les sacrifices d'animaux au Capitole, était en partie l'accomplissement d'un tel vœu. Un général qui faisait face à une issue incertaine au combat pouvait faire un votum sur le terrain en promettant de construire un temple en remerciement de l'aide divine dans une victoire. En 311 av. J.-C., Junius Bubulcus devint le premier général plébéien à faire un votum et à superviser la construction d'un temple ; il honorait la déesse Salus, « le Salut ». Un votum pouvait également être fait dans le cadre du rituel de l'evocatio, des négociations avec la divinité tutélaire de l'ennemi pour lui offrir un culte supérieur. Une forme extrême de votum était la devotio, le rituel par lequel un général se sacrifiait au combat et demandait aux divinités chthoniennes d'emmener l'ennemi en offrande avec lui.

## Vœu public
Dans la République, les vota pro salute rei publicae (« vœux pour la sécurité de la république ») étaient offerts au début de l'année, le jour de la prise de fonction des consuls.
Sous l'Empire, le peuple se rassemblait le 3 janvier pour offrir des vœux collectifs pour le salus (« santé, sécurité, bien-être ») de l'empereur. Des offrandes étaient faites à Jupiter, Junon, Salus et parfois à d'autres divinités. Ces vœux trouvent leur origine en 30 av. J.-C., lorsque le sénat décréta le vota au nom d'Octave (plus tard Auguste) en tant que princeps. Les vœux pour l'État se déroulaient le 1er janvier, tandis que ceux au nom de l'empereur et de sa famille ont été fixés le 3 janvier. A Rome, ces cérémonies étaient conduites par les consuls et les pontifes, et dans les provinces probablement par les gouverneurs, les prêtres et fonctionnaires locaux.
La vota publica s'est poursuivie même après que le christianisme soit devenu la religion officielle de l'Empire, et peut-être jusqu'au VIe siècle apr. J.-C.. Comme les vœux étaient autant des affirmations de loyauté politique que des expressions religieuses, ils étaient difficiles à abolir sans porter atteinte à l'aura sacrée de l'autorité de l'empereur.